# Raimundo Costa
Raimundo Magalhães Costa (Valença, 9 de março de 1961) é um administrador, pescador e político brasileiro filiado ao Podemos. Nascido em Valença, no Estado da Bahia, Raimundo Magalhães Costa tem 61 anos e atua na pesca artesanal desde os 14. É neto e filho de pescador, e foi a partir do incentivo paterno que pôde se formar em contabilidade e administração de empresas, para então, dar início a trajetória na Colônia de Pesca, como modelo de luta pelos direitos de pescadores e marisqueiras. 

## Política
Raimundo Costa tem longa experiência na política. A partir do notório progresso dentro da Colônia de Pescadores, Raimundo Costa se lançou a Eleição Municipal de Valença (BA). Eleito vereador pela primeira vez em 1988, ocupou uma das cadeiras na Câmara de Vereadores por seis mandatos consecutivos. Em 2018 foi eleito deputado federal pela Bahia. A experiência com o meio pesqueiro o levou para a presidência da Federação de Pescadores do Estado da Bahia (FEPESBA), onde inda hoje ocupa o cargo com maestria.

## Acidente
Há um ano das Eleições Presidenciais, em 2017, Raimundo Costa sofreu grave acidente automobilístico que o deixou entre a vida e a morte.